# Naturschutzgebiet Dhünn
Das Naturschutzgebiet Dhünn verläuft entlang der Dhünn im Stadtgebiet Leverkusen zwischen Hummelsheim und Wiesdorf.

## Flora und Fauna
Die Festsetzung als Naturschutzgebiet ist 2006 erfolgt wegen der Bedeutung des Gebietes für die Errichtung eines zusammenhängenden ökologischen Netzes besonderer Schutzgebiete in Europa (Natura 2000). Es dient zur Wiederherstellung, Erhaltung und Entwicklung folgender natürlicher Lebensräume von gemeinschaftlichem Interesse gemäß Anhang I der Richtlinie 92/43/EWG.
- Erlen-Eschen- und Weichholz-Auenwälder (91E0), prioritärer Lebensraum,
- Fließgewässer mit Unterwasservegetation (3260),
- Hainsimsen-Buchenwald (9110),

und auch zur Erhaltung der folgenden wildlebenden Tierarten von gemeinschaftlichem Interesse gemäß Anhang II der Richtlinie 92/43/EWG:
- Groppe (Cottus gobio)
- Flussneunauge (Lampetra fluviatilis)
- Bachneunauge (Lampetra planeri)
- Atlantischer Lachs (Salmo salar).

Weiterer Schutz ist geboten
- zur Erhaltung und Entwicklung der Dhünn als naturnahes, linear durchgängiges, kühles, sauerstoffreiches, lebhaft strömendes und totholzreiches Gewässer mit naturnaher Sohle mit lockeren, sandigen bis feinkiesigen Sohlsubstraten und ruhigen Bereichen mit organischen Auflagen und mit natürlichem Geschiebetransport,
- zur Erhaltung und Entwicklung gehölzreicher Gewässerränder,
- zum Schutz des Gewässers vor Nährstoff- und Schadstoffeinträgen,
- zum Schutz und zur Entwicklung der Wirbellosenfauna sowie der gewässertypischen Fischfauna mit einer funktionierenden Reproduktion als Nahrungsbasis für den Eisvogel und für die Wasseramsel.[1]

## FFH-Gebiet
Das Naturschutzgebiet ist Teil des FFH-Gebiets Dhünn u. Eifgenbach.

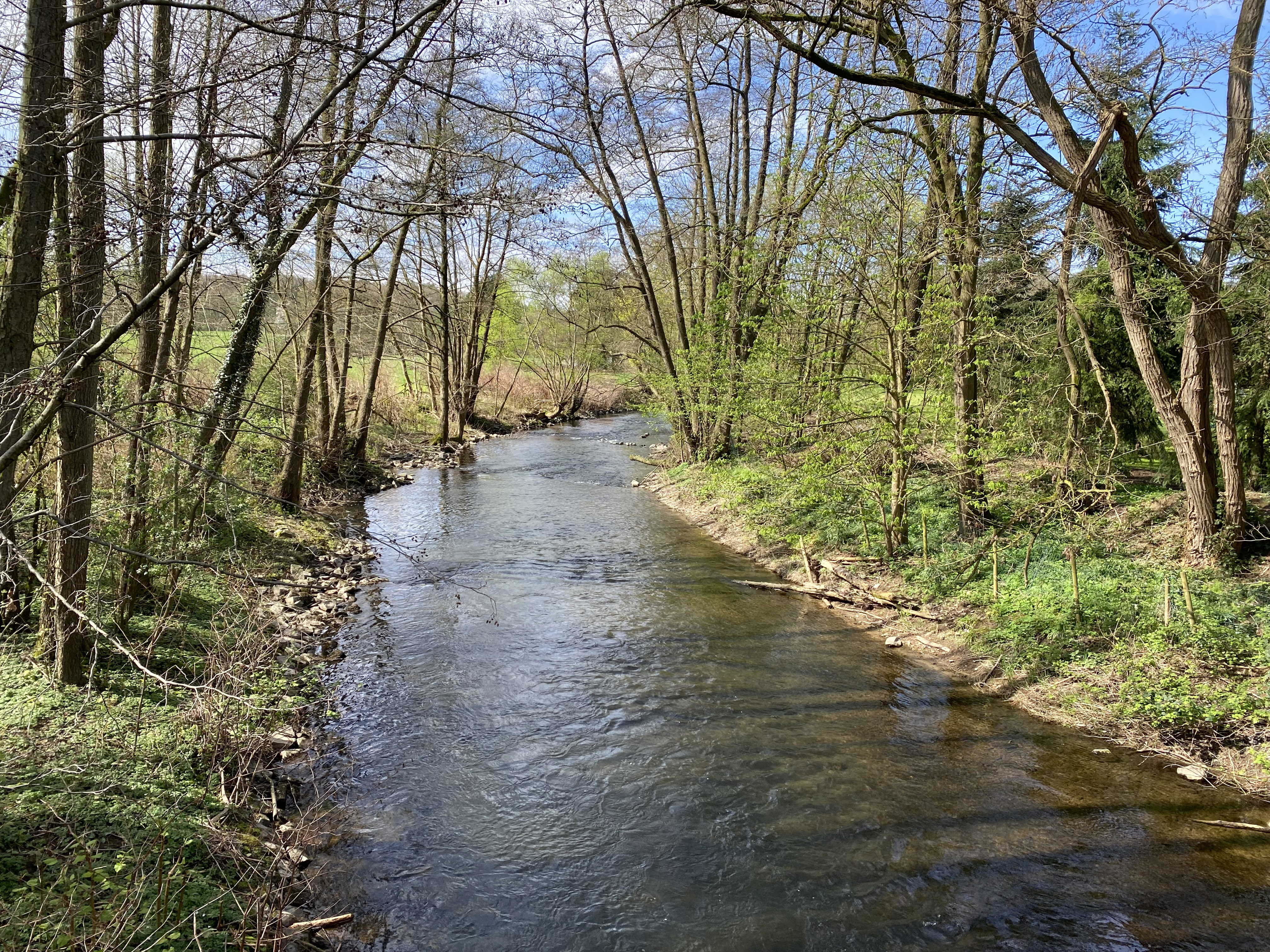
Die Dhünn bei Hummelsheim
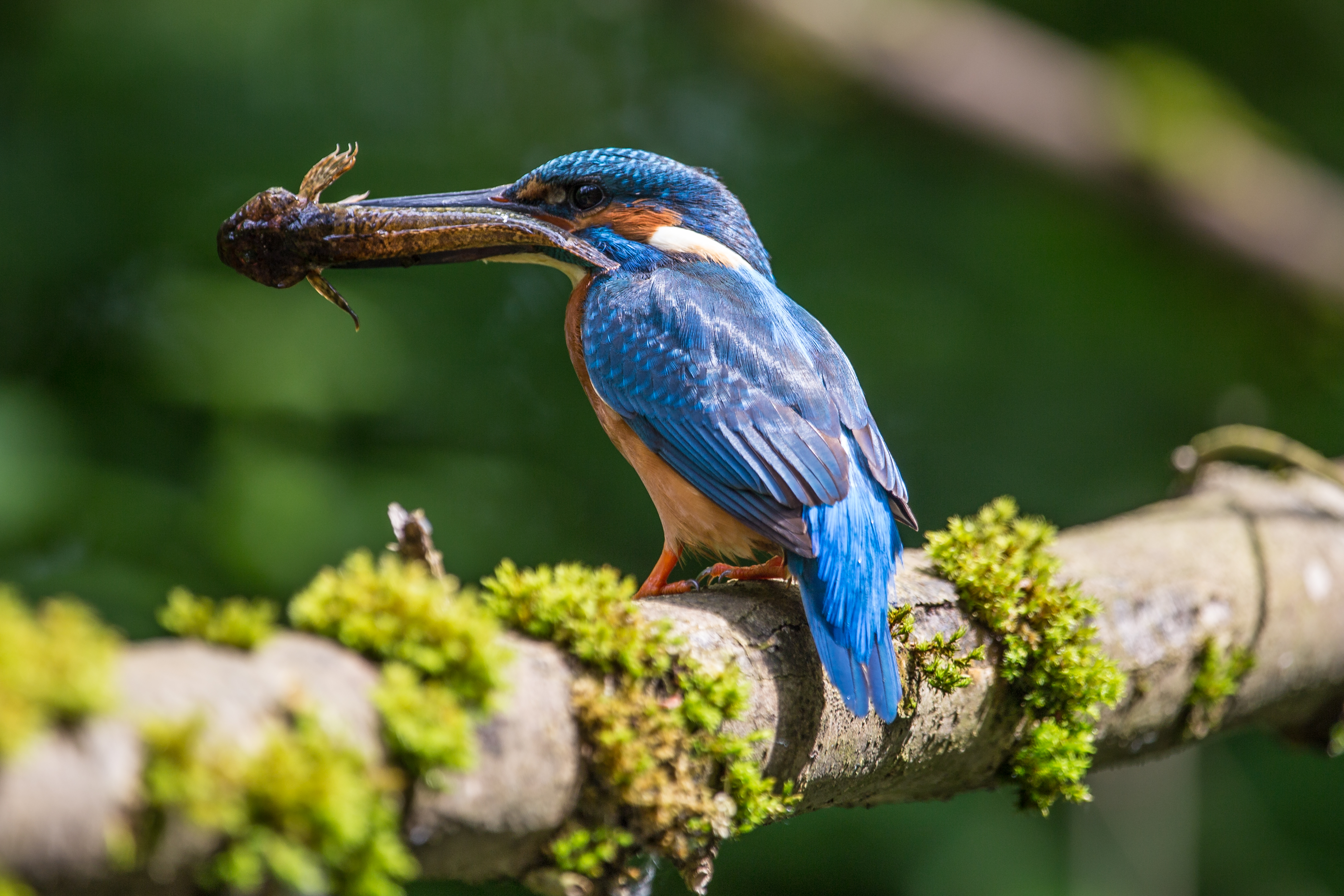
Eisvogel mit erbeuteter Groppe
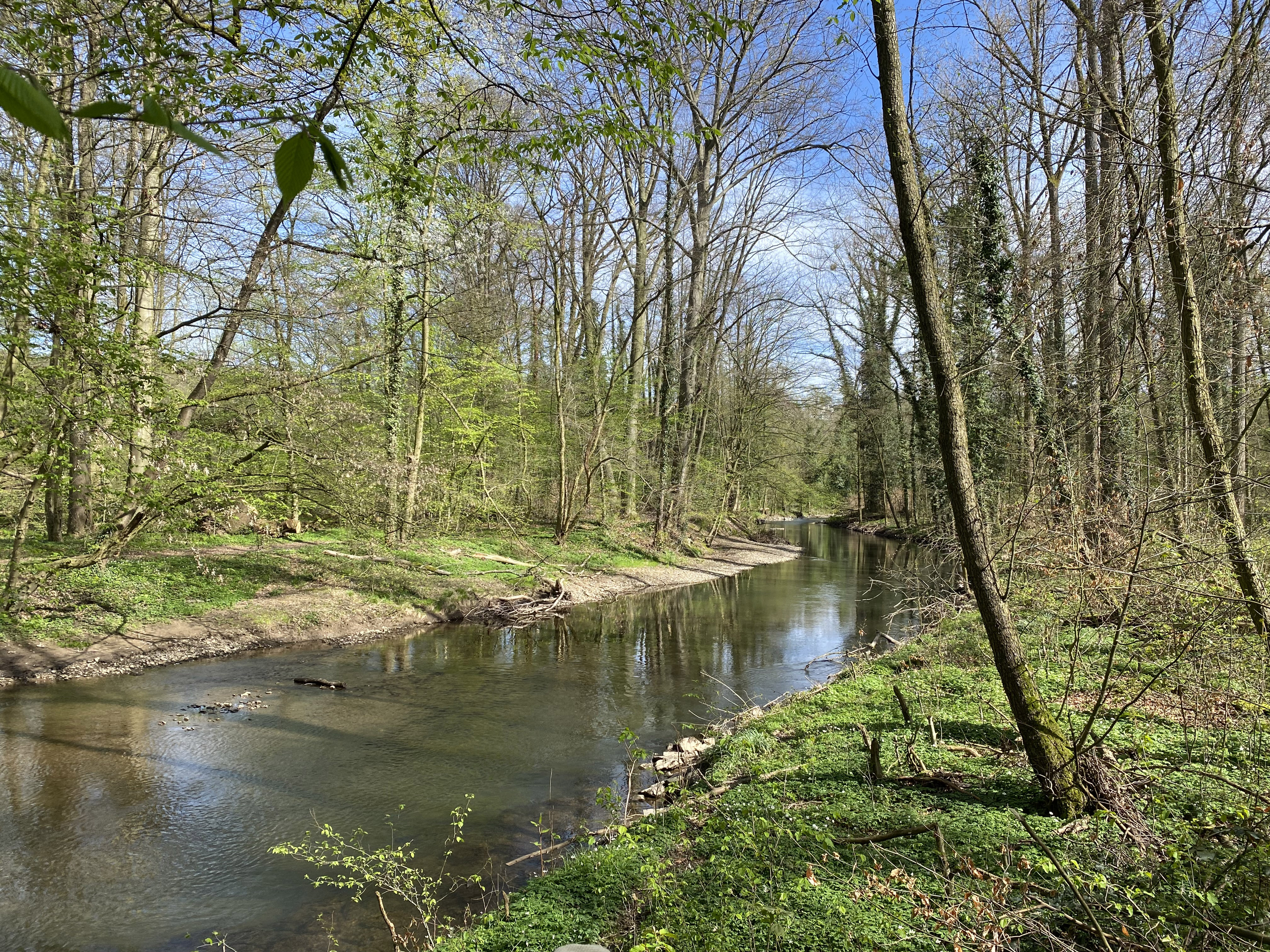
Erlenauwald begleitet die Dhünn
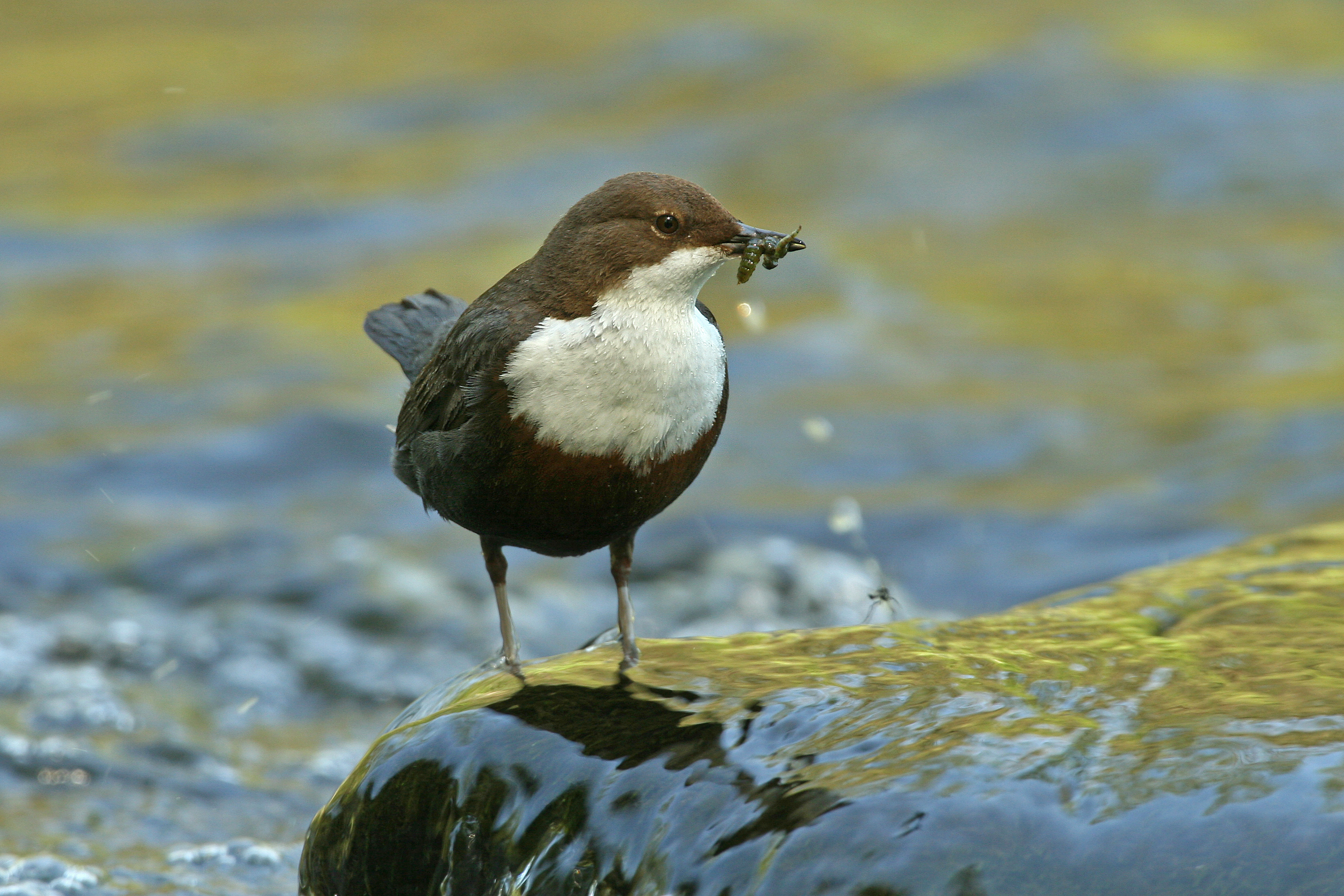
Wasseramsel – heimisch an der Dhünn
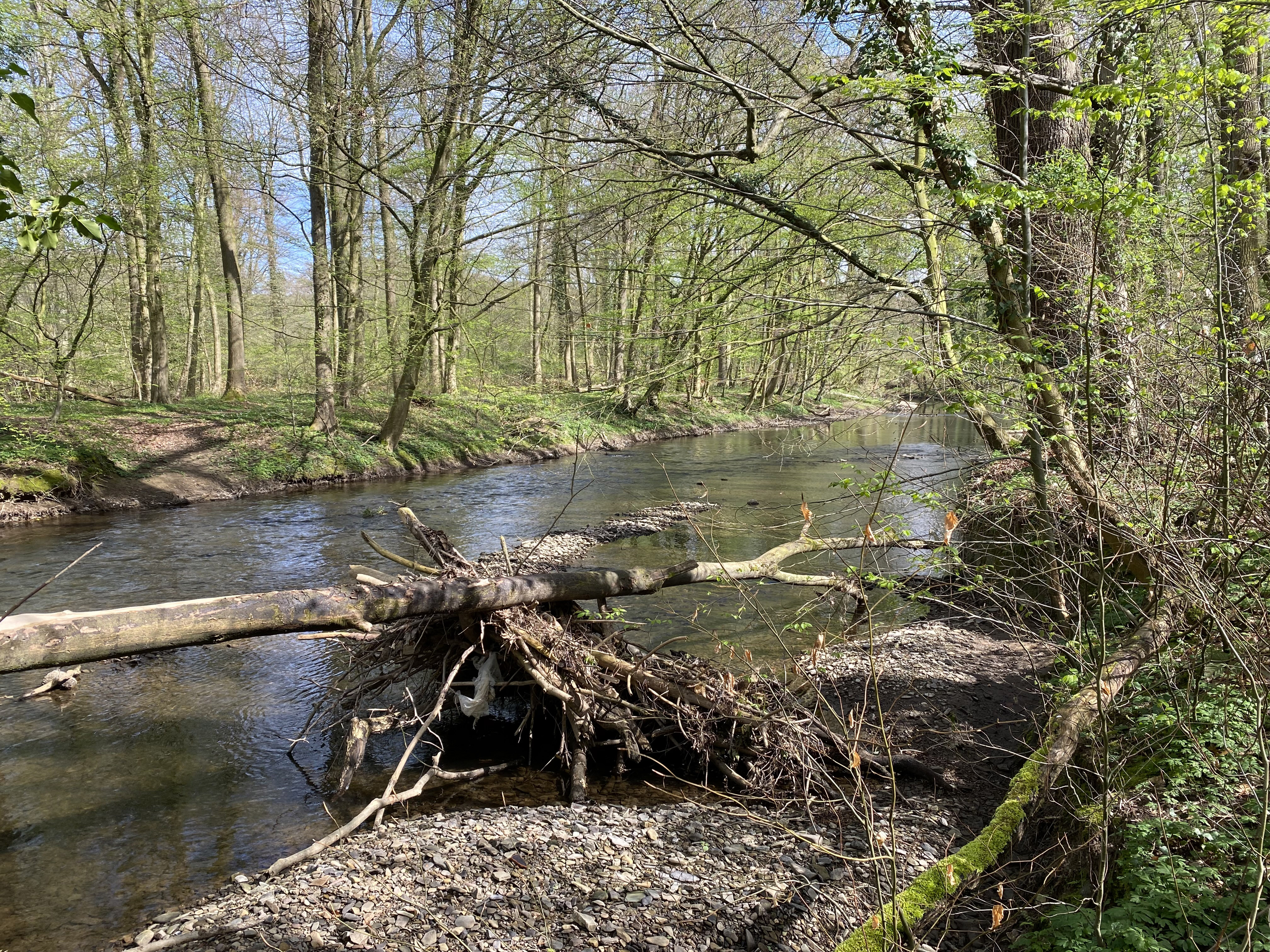
Naturnahe Dhünn im NSG
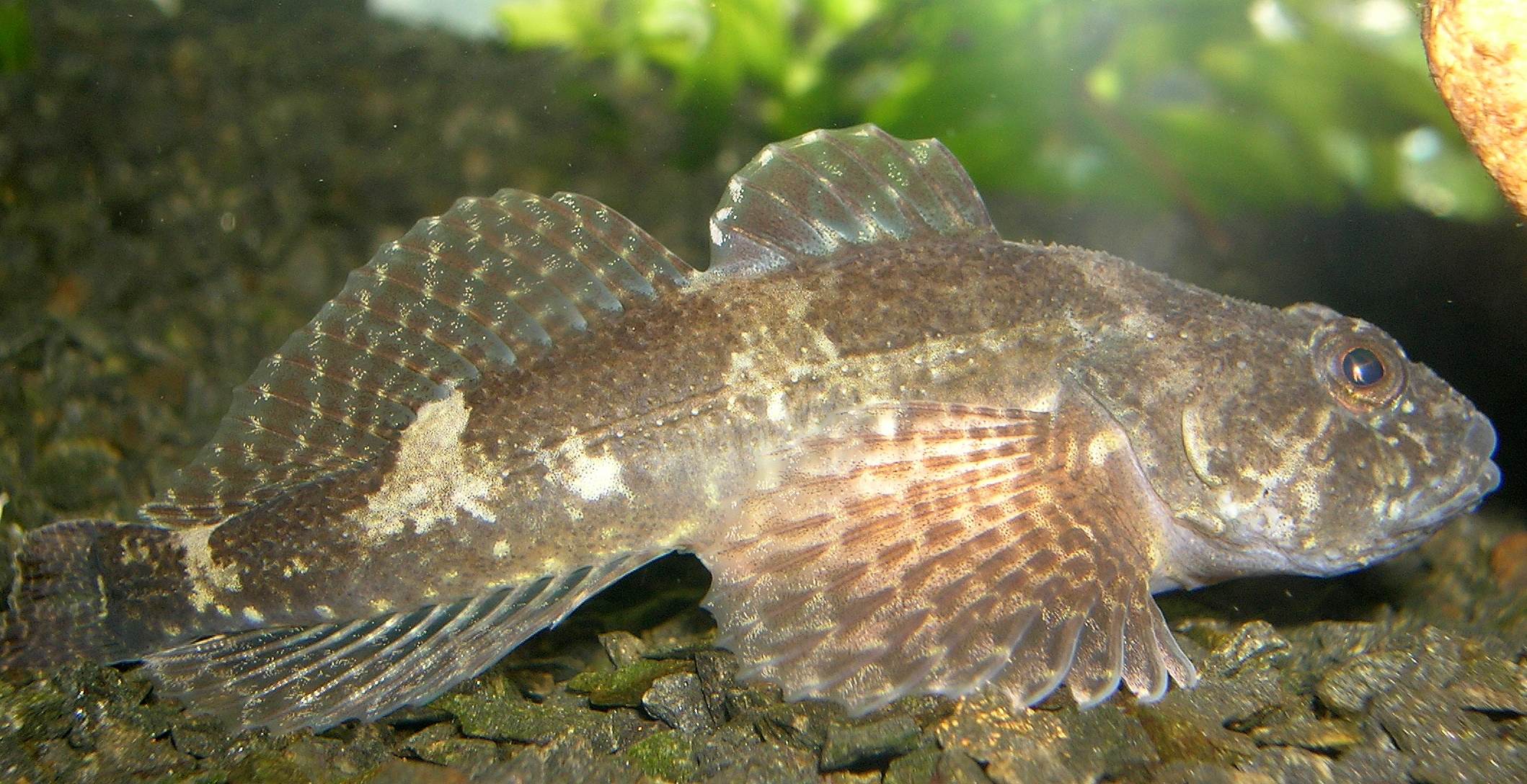
Die geschützte Groppe findet in der naturnahen Dhünn geeigneten Lebensraum